# Бабинаць (Іванська)
45°44′ пн. ш. 16°49′ сх. д. / 45.74° пн. ш. 16.81° сх. д.
Бабинаць (хорв. Babinac) — населений пункт у Хорватії, у Б'єловарсько-Білогорській жупанії у складі громади Іванська.

## Населення
Населення за даними перепису 2011 року становило 141 осіб.
Динаміка чисельності населення поселення: